# Extreme Rules 2010
Extreme Rules 2010 was een professioneel worstel-pay-per-viewevenement dat georganiseerd werd door World Wrestling Entertainment (WWE). Dit evenement was de tweede editie Extreme Rules en vond plaats in de 1st Mariner Arena in Baltimore op 25 april 2010.

## Wedstrijden
| Nr.                                                                          | Match                                                                                                   | Winnaar(s)        |
| ---------------------------------------------------------------------------- | --- | ----------------- |
| 1                                                                            | ShoMiz vs. The Hart Dynasty vs. John Morrison & R-Truth in een Gaunlet match                            | The Hart Dynasty  |
| 2                                                                            | Rey Mysterio vs. CM Punk in een Hair match1                                                             | CM Punk           |
| 3                                                                            | Shad Gaspard vs. JTG in een Strap match                                                                 | JTG               |
| 4                                                                            | Jack Swagger (c) vs. Randy Orton in een Extreme Rules match voor het WWE World Heavyweight Championship | Jack Swagger (c)  |
| 5                                                                            | Triple H vs. Sheamus in een Street Fight match                                                          | Sheamus           |
| 6                                                                            | Michelle McCool (c) vs. Beth Phoenix in een Extreme Makeover match voor de WWE Women's Championship     | Beth Phoenix (nc) |
| 7                                                                            | Edge vs. Chris Jericho in een Steel Cage match                                                          | Edge              |
| 8                                                                            | John Cena (c) vs. Batista in een Last Man Standing match voor het WWE Championship                      | John Cena (c)     |
| (c) huidige kampioen voor en na de match \| (nc) nieuwe kampioen na de match | |                   |

1 Als CM Punk de wedstrijd verloor, moest hij zijn hoofd kaalscheren